# Сторрс (Коннектикут)
Сторрс (англ. Storrs) — відособлене місто-кампус і  переписна місцевість, адміністративно відноситься до міста Мансфілда, округ Толланд, штат Коннектикут, США. За переписом 2000 року в місті проживає 10 996 осіб.
У місті розташовани кампус найбільшого університету штату Коннектикут — головний кампус Університету Коннектикуту.

## Історія
Місто назване на честь двох братів Сторрс, що заснували Сторрсську сільськогосподарську школу (з 1939 року-Університет Коннектикуту). Вони передали для навчального закладу землю (0,69 км²) і 5 тис. доларів.

## Демографія
Расовий склад жителів міста: 81,1 % — білі; 5,67 % — афроамериканці; 0,09 % — американські індіанці; 9,13 % — азіати; 0,05 % — гавайці або жителі Океанії; 1,7 % — інші раси; 2,26 % — представники двох і більше рас (ди. Расовий склад США).

## Відомі жителі
- Вільямс Венді — американська співачка та актриса